# Dali (högtalare)
Dali, av företaget skrivet  DALI, eller Danish Audiophile Loudspeaker Industries är ett danskt företag som tillverkar hi-fi-högtalare sedan 1983. Dali startades av Peter Lyngdorf som tidigare startat varuhuskedjan Hi-Fi klubben. Dali högtalare säljs i mer än 70 länder. 